# Zweiblättriger Grünstendel
Der Zweiblättrige Grünstendel (Gennaria diphylla) ist eine Pflanzenart aus der Gattung Grünstendel (Gennaria) in der Familie der Orchideen (Orchidaceae).

## Beschreibung

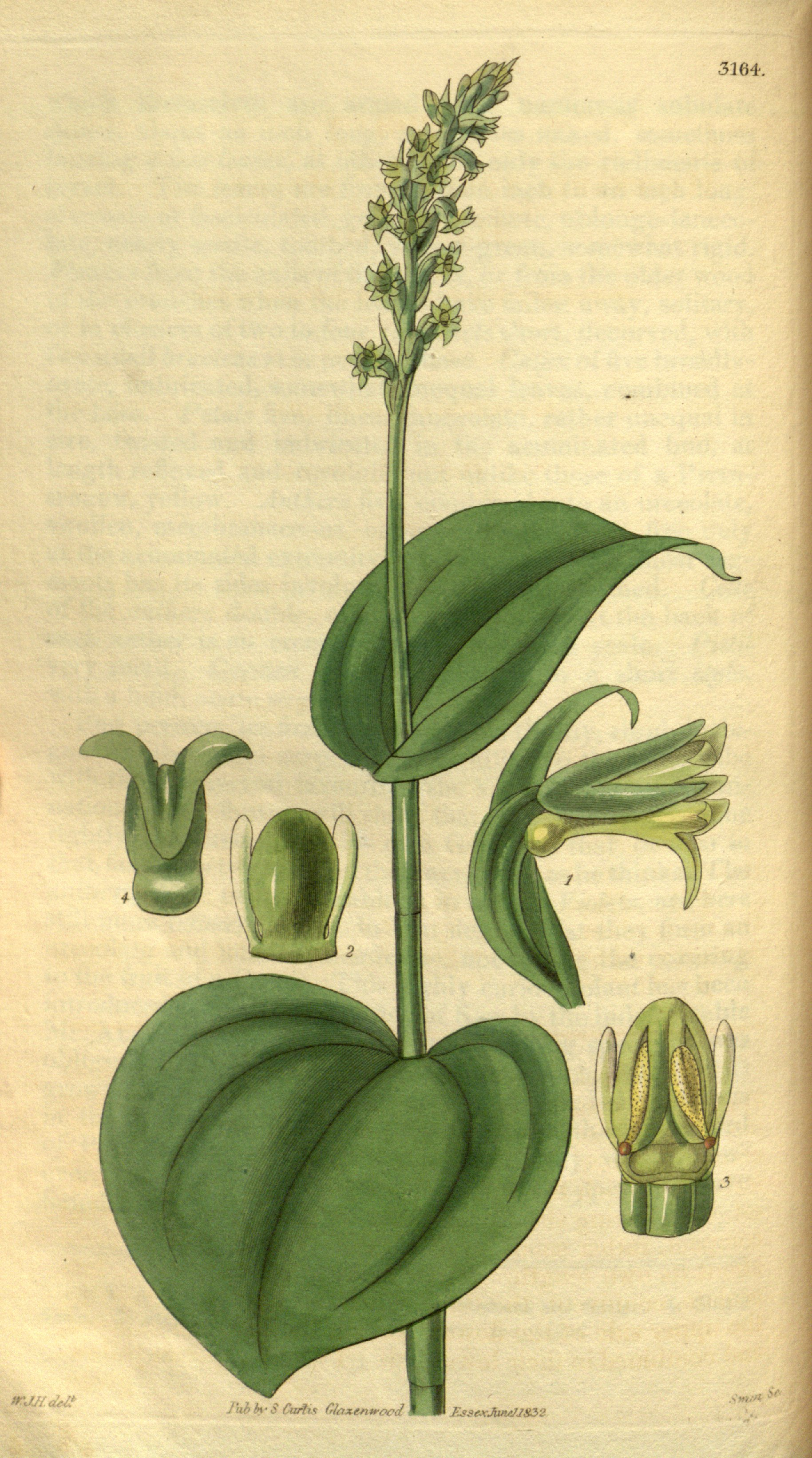
Illustration bei Curtis's Botanical Magazine, Volume 59 (N.S. 6), Tafel 3164

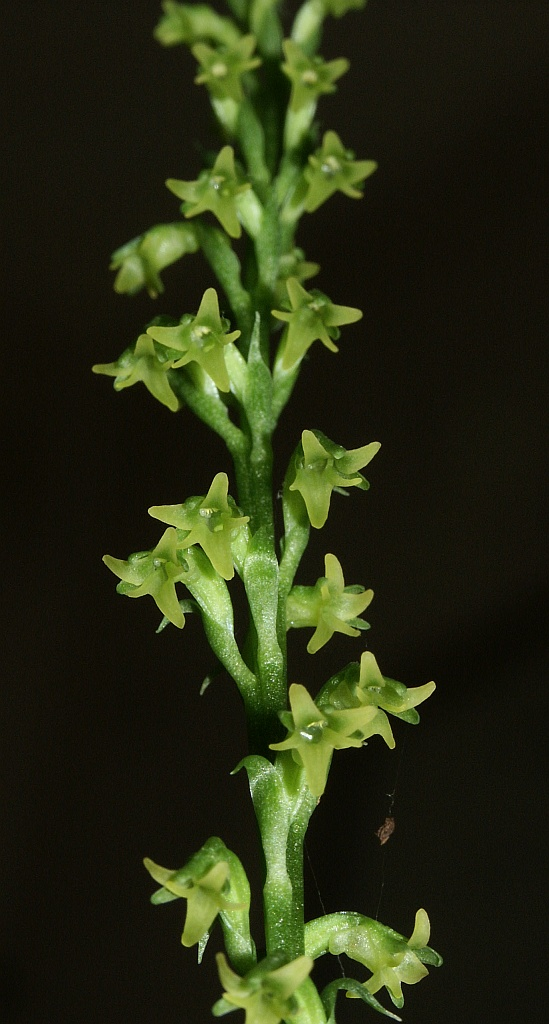
Blütenstand

### Vegetative Merkmale
Der Zweiblättrige Grünstendel ist eine ausdauernde krautige Pflanze und erreicht Wuchshöhen von 10 bis 50 Zentimetern. Als Überdauerungsorgane werden zwei runde, ungeteilten Knollen gebildet.
Der Stängel trägt zwei deutlich voneinander entfernte Laubblätter. Die einfachen, grünen Laubblätter sind stängelumfassend. Das unterste Laubblatt ist bei einer Länge von 7 bis 14 Zentimetern sowie einer Breite von 2,5 bis 8 Zentimetern herzförmig, leicht zugespitzt und das obere ist ähnlich aber deutlich kleiner.

### Generative Merkmale
Der endständige, traubige Blütenstand ist mehr oder weniger einseitswendig, 6 bis 17 Zentimeter lang und dicht mit 10 bis 65 Blüten besetzt. Die Tragblätter sind länglich lanzettlich und etwas kürzer als der Fruchtknoten.
Die relativ kleinen, zwittrigen Blüten sind zygomorph und dreizählig. Die sechs Blütenhüllblätter sind gelbgrün. Die Blütenhüllblätter sind glockig zusammenneigend und bilden mit der Lippe eine offene Röhre. Die äußeren Blütenhüllblätter sind bei einer Länge von 3 bis 4 Millimetern sowie einer Breite von 1 bis 1,5 Millimetern eiförmig-lanzettlich, stumpf und leicht konkav. Die Petalen sind etwas länger als die Sepalen und an der Spitze auswärts gebogen. Die grüne Lippe ist dreilappig, 4 bis 4,6 Millimeter lang sowie 2,6 bis 2,8 Millimeter breit und etwas länger als die Petalen. Das Spaltstück des Mittellappens ist dreieckig und etwas länger als die Spaltstücke der Seitenlappen. Der Sporn ist sackförmig, stumpf, am Ende zweigeteilt und etwa ein Viertel so lang wie der lang gestielte Fruchtknoten.
Die Blütezeit reicht Januar bis Mai.
Die Chromosomenzahl beträgt 2n = 34.

## Ökologie
Der Zweiblättrige Grünstendel ist ein Knollen-Geophyt.

## Vorkommen
Der Zweiblättrige Grünstendel kommt in Marokko, Algerien, Tunesien, Portugal, Spanien, auf den Kanarischen Inseln, auf Madeira, Menorca, Sardinien, Korsika und Elba vor. Der Zweiblättrige Grünstendel gedeiht in den feuchten Lorbeerwäldern Madeiras bis in Höhenlagen von etwa 1100 Metern, in den Kiefernwäldern der Kanaren bis in Höhenlagen von etwa 1300 Metern, im westlichen Mittelmeerraum in küstennahen Pineten oder Macchien bis in Höhenlagen von 5 bis 1300 Metern.

## Taxonomie
Der Zweiblättrige Grünstendel wurde durch Heinrich Friedrich Link als Satyrium diphyllum in J. Bot. (Schrader) 1799(2): 323 (1800) erstbeschrieben. Die Neukombition zu Gennaria diphylla (Link) Parl. erfolgte 1860 durch Filippo Parlatore in Fl. Ital. 3, Seite 405 in die von ihn selbst aufgestellte Gattung Gennaria Parl. gestellt. Synonyme für Gennaria diphylla (Link) Parl. sind Orchis cordata Willd., Gymnadenia diphylla (Link) Link, Habenaria diphylla (Link) T.Durand & Schinz, Orchis diphylla (Link) Samp. und Orchis cordifolia Munby. Der Gattungsname Gennaria ist wahrscheinlich zu Ehren von Patrizio Gennari (1820-1897), eines italienischen Arztes und Botanikers, Professor der Botanik in Cagliari gewidmet.